# Chip și Dale
Chip și Dale sunt două personaje de desene animate veverițe, create de Walt Disney în 1943. Numele lor reprezintă un joc de cuvinte ce se bazează pe faimosul deisgner de mobilă din secolul al 18-lea, Thomas Chippendale, lucru sugerat de artistul de poveste al studioului Bill "Tex" Henson. Dintre cei doi, Chip este cel mai concentrat, sigur și cu o logică schematică. Dale, pe de altă parte, este mai prostănac, aiurit și impulsiv, și de asemenea are un mare simț al umorului. Inițial amândouă veverițele au avut apariții asemănătoare, dar pentru a le diferenția au fost făcute câteva schimbări: Chip are un nas mic și negru (care dă impresia unui "chip" de ciocolată, astfel potrivindu-se și cu numele său) și doi dinți proeminenți în mijloc, iar Dale are un nas mare și roșu iar dinții săi canini proeminenți sunt la suprafață. De asemenea, Chip are păr neted în vârful capului în timp ce al lui Dale tinde a fi ciufulit.
În cele mai multe desene ale lor cele două personaje se dușmănesc cu Pluto, Mickey Mouse și de cele mai multe ori, Donald Duck. În anii 50 le-a fost dată propria serie de desene cinematografice, dar numai trei episoade au fost făcute din 1951 până în 1954.
În anul 1989 Chip și Dale devin personajele principale într-un nou serial animat, numit Chip și Dale: Pădurarii Salvatori (Chip 'n Dale Rescue Rangers), în care aceștia formează o agenție de detectivi cu personaje noi: inventatorul rozător feminin Gadget Hackwrench, șoarecele australian muscular și aventurier Monterey Jack, și musculița Zipper. În timp ce în desenele originale cei doi sunt scandalagii frecvenți ce se concentrează doar pe ei, aici luptă împotriva răului pentru cei neajutorați.
De asemenea, cei doi apar ocazional în Fabrica de râs a lui Mickey (Mickey Mouse Works), Casa lui Mickey Mouse (House of Mouse) și Clubul lui Mickey Mouse (Mickey Mouse Clubhouse). De asemenea pot fii văzuți în filmul Colindul lui Mickey (Mickey's Christmas Carol) unde sunt văzuți dansând după muzica lui Fezziwigs. În noul desen Mickey Mouse din 2014, "Plimbare prin spațiu" ("Space Walkies"), cele două veverițe fac o apariție scurtă unde sunt fugăriți de Pluto.

## Voci
Vocile lui Chip și Dale au fost de cele mai multe ori făcute de Helen Silbert, Dessie Flynn și James MacDonald. La început de tot ei erau jucați de către femei de birou, fără mențiune. În prima lor apariție vorbirea veverițelor a fost făcută accelerând clipuri sonore ale vocilor normale. Într-un număr mare de desene care au urmat, multe dintre aceleași clipuri sonore au fost refolosite, dar unele s-au folosit și de dialog special pentru acele desene.
Din 1988 până în prezent, Chip este jucat de Tress MacNeille iar Dale de Corey Burton.

## Filmografie
| N/o  | Titlu român               | Titlu englez           |
| ---- | ------------------------- | ---------------------- |
|      |                           |                        |
| 1943 |                           |                        |
|      |                           |                        |
| 01   | Pluto soldatul            | Private Pluto          |
|      |                           |                        |
| 1946 |                           |                        |
|      |                           |                        |
| 02   | Drepturi de burlac        | Squatter's Rights      |
|      |                           |                        |
| 1947 |                           |                        |
|      |                           |                        |
| 03   | Chip și Dale              | Chip an' Dale          |
|      |                           |                        |
| 1948 |                           |                        |
|      |                           |                        |
| 04   | Mic dejun în trei         | Three for Breakfast    |
|      |                           |                        |
| 1949 |                           |                        |
|      |                           |                        |
| 05   | Provizii pentru iarnă     | Winter Storage         |
|      |                           |                        |
| 06   | Totul pe scurt            | All in a Nutshell      |
|      |                           |                        |
| 07   | Nebuni de jucării         | Toy Tinkers            |
|      |                           |                        |
| 1950 |                           |                        |
|      |                           |                        |
| 08   | Nebun după Daisy          | Crazy Over Daisy       |
|      |                           |                        |
| 09   | Coșul rulotei             | Trailer Horn           |
|      |                           |                        |
| 10   | Bătaie pe mâncare         | Food for Feudin        |
|      |                           |                        |
| 11   | Ieșire pe creangă         | Out on a Limb          |
|      |                           |                        |
| 1951 |                           |                        |
|      |                           |                        |
| 12   | Puiul cel dur             | Chicken in the Rough   |
|      |                           |                        |
| 13   | Cipsuri de proumb         | Corn Chips             |
|      |                           |                        |
| 14   | Pilotul Donald            | Test Pilot Donald      |
|      |                           |                        |
| 15   | Scos din mărime           | Out of Scale           |
|      |                           |                        |
| 1952 |                           |                        |
|      |                           |                        |
| 16   | Donald cotorul de măr     | Donald Applecore       |
|      |                           |                        |
| 17   | Două veverițe și o gagică | Two Chips and a Miss   |
|      |                           |                        |
| 18   | Bradul lui Pluto          | Pluto's Christmas Tree |
|      |                           |                        |
| 1953 |                           |                        |
|      |                           |                        |
| 19   | Lucrând pentru alune      | Working for Peanuts    |
|      |                           |                        |
| 1954 |                           |                        |
|      |                           |                        |
| 20   | Veverițele singuratice    | The Lone Chipmunks     |
|      |                           |                        |
| 21   | Joaca de-a dragonul       | Dragon Around          |
|      |                           |                        |
| 1955 |                           |                        |
|      |                           |                        |
| 22   | Sus în copac              | Up a Tree              |
|      |                           |                        |
| 1956 |                           |                        |
|      |                           |                        |
| 23   | Veverițe pe mare          | Chips Ahoy             |
|      |                           |                        |